# Эффект компассии
Эффект компассии — фильм (2025)
Эффект Компассии — это глубокий и душевный рассказ о том, что истинное добро не ищет славы и награды, а, оставляя неизгладимый след в сердцах людей, меняет к лучшему жизни тех, кто с ним соприкоснулся.
Собственник робототехнической компании решает отойти от дел и, чтобы найти приемника, он придумывает игру, по правилам которой каждый из сотрудников должен к определённому сроку сделать как можно больше добрых дел. Награда — бизнес шефа! На совещании юрист компании объявляет условия. Игра начинается.
Сотрудники совершают разные поступки, соревнуясь в достижении цели, но на протяжении всего действия совершенно не замечают того, кто как ангел-хранитель помогает им в трудную минуту.
Главный герой этого фильма — скромная бухгалтер Нина. Она увлечена написанием книги о том, как с помощью добрых дел можно менять жизнь к лучшему. Она чуткий и внимательный человек, готовый помогать всем и советом, и делом. Нина остается верна своей мечте. Она по-прежнему творит добро не в надежде получить фирму, а по зову души. А вот её коллеги втянуты в совсем нешуточную борьбу, ведь чтобы выиграть, некоторые готовы на любые уловки.
В условленный срок все собираются и делятся рассказами о своих достижениях, постепенно понимая, что их победы стали возможны, лишь благодаря Нине. Очевидно, что фирма должна принадлежать ей, но как на самом деле развернутся события, мы узнаем только из беседы Нины с её внуками в 2063 году!